# 狭吻鳄属
狭吻鳄属（学名：Mecistops），也称长鳄属，为鳄科的一个属。

## 下属物种
本属包括以下物种：
- 铠长鳄 Mecistops cataphractus Cuvier, 1825，非洲狭吻鳄[2]
- 窄吻长鳄 Mecistops leptorhynchus (Bennett, 1835)[3]